# Topaz Trollhopper
Topaz Trollhopper es un personaje de ficción en la serie de televisión animada Americana Trollz. Ella es un miembro de MAPTLV (Mejores Amigas Para Toda La Vida), un grupo de chicas adolescentes quienes son capaces de utilizar la antuigua magia conocida como el "Poder de los Cinco".

## Personalidad
Topaz no es la troll más brillante en Trollzopolis, pero ella lo compensa con su actitud animada, optimista y su increíble sentido de la moda. Usualmente, ella será incauta del hecho de que ella este en una situación problemática hasta que sea demasiado tarde. Ella carece del sentido común, pero su corazón está en el lugar correcto y ella hará todo lo que pueda por sus amigos.
Su comida favorita son los trollifrijoles de cualquier sabor y sus pasatiempos incluyen ir de compras, particularmente encontrando el mejor lugar de ventas. A ella le gusta Jasper, las cosas peludas, la ropa que está de moda, los zapatos a la venta, y su conejo mascota La-La. Su color favorito es el amarillo/dorado. Su piedra es un topacio amarillo.
- Datos: Q9088422